# いこいの広場駅
いこいの広場駅（いこいのひろばえき）は、静岡県掛川市細谷にある天竜浜名湖鉄道天竜浜名湖線の駅である。

## 歴史
- 1988年（昭和63年）3月13日：天竜浜名湖鉄道の駅として新設[1]。

## 駅構造
線路東側に単式ホーム1面1線を有する地上駅。ホーム上に待合室がある。
無人駅。掛川市営球場で全国高等学校野球選手権大会県大会が開催される際は、駅員が臨時配置される。
西隣の細谷駅までは500mしか離れておらず、道路も並行している。

## 利用状況
近年の1日平均乗車人員の推移は以下の通り。駅付近には住宅が少ないものの朝夕は周辺事業所等の定期通勤者が利用する。
| 乗車人員推移 | 乗車人員推移     |
| 年度         | 一日平均乗車人員 |
| ------------ | ---------------- |
| 2008         | 76               |
| 2009         | 90               |
| 2010         | 81               |
| 2011         | 59               |
| 2012         | 79               |
| 2013         | 58               |
| 2014         | 65               |
| 2015         | 74               |
| 2016         | 74               |
| 2017         | 70               |
| 2018         | 66               |
| 2019         | 68               |

## 駅周辺
駅周囲は平坦で建物が少ない。駅出口前の細い道を約100m南下すると県道40号掛川天竜線に出られる。この地点には学習塾も入居する5階建てワンルームマンションが目印のように立地している。
東方500m付近の丘陵地帯にはいこいの広場が広がり、駅前にある県道の交差点よりアクセス道路が通じている。駅西側には田が広がる。
- アース製薬掛川工場
- 昭和パックス掛川工場
- トダックス本社（リフォーム業者）
- 吉岡バラ団地
- いこいの広場
  - 掛川市営球場
- 静岡県総合教育センターあすなろ
- 静岡県教育委員会静西教育事務所
- ホームプラザナフコ
  - TWO-ONE STYLE
- 掛川インターナショナルクリスチャンスクール
- NPO法人プライドサポートセンター
- 花峰庵たかやま：懐石料理店

## 隣の駅
天竜浜名湖鉄道
■天竜浜名湖線
桜木駅 - いこいの広場駅 - 細谷駅